# Dwór w Idzikowie
Dwór Idzików (niem. Oberhof Kieslingswalde) – zabytkowy renesansowo-barokowy dwór w Idzikowie na ziemi kłodzkiej, z drugiej połowy XV wieku. Obecnie w ruinie.

## Położenie
Dwór Idzików położony jest w centrum wsi przy dawnym majdanie folwarcznym. Jest budowlą o przysadzistej, wydłużonej sylwecie, ustawioną szczytem do głównej drogi wiejskiej i, wiodącego przez mostek nad potokiem Biała Woda, wjazdu na dziedziniec. W skład zabudowań dworskich oprócz głównego budynku wchodzą jeszcze obiekty gospodarcze z XVIII wieku, zaś w jego pobliżu znajdują się resztki zabytkowego renesansowego ogrodu o powierzchni 0,5 ha, który znacznie został obecnie zniekształcony.

## Historia
Nie znamy początków historii dworu. Pewne natomiast jest to, że istniał on już przed 1477 rokiem, a w 1599 roku był wzmiankowany jako siedziba Reichenbachów. W ciągu kolejnych stuleci forma budynku uległa licznym przebudowom. Najstarsze jego fragmenty pochodzą z końca XV wieku lub z początku XVI wieku i zachowały się w części północnej, nieco odchylonej od osi oraz prawdopodobnie stanowią one resztki wieży mieszkalnej. Obiekt był wielokrotnie niszczony przez pożary (1622, 1651, 1664), a następnie odbudowywany, przebudowywany i rozbudowywany, co skutkowało wieloma nieregularnościami w jego planie, układzie wnętrz i kompozycji elewacji, szczególnie zachodniej (zakłócenia w rytmie osi i kształcie otworów okiennych oraz podziale płaszczyzny ściany). Nie wiadomo jak wyglądał on w XVIII wieku. Źródła odnotowują wyłącznie, że był on dwukondygnacyjny.:
Po przejęciu dóbr przez Magnisów w 1804 roku, obiekt utracił rangę szlacheckiej siedziby, ale został zmodernizowany i otrzymał formę, którą w znacznej mierze zachował do dzisiaj (wyłącznie pomieszczenia z pierwszego piętra zostały gruntownie przebudowane na początku XX wieku, m.in. w miejsce drewnianych stropów z podsufitką i dekoracyjnymi stiukowymi rozetami założono nowe stropy ceramiczne na metalowych dźwigarach).
Po 1945 roku obiekt został przejęty przez władze polskie i zaadaptowany na biura dla administracji miejscowego PGR-u. W 1977 roku część budowli uległa zniszczeniu i została rozebrana, a dwór prowizorycznie zabezpieczono. Obecnie obiekt stoi pusty.

## Architektura
Obiekt obecnie jest budowlą dwukondygnacyjną, założoną na wydłużonym planie o nieco zwichrowanej osi wzdłużnej, przykrytą czterospadowym dachem z niewielkimi lukarnami. Część północną, jednotraktową od południowej, dwutraktowej oddziela korytarz, w którym umieszczono trójbiegowe schody założone na planie litery T. We wnętrzach przyziemia zastosowano sklepienia kolebkowe, kolebkowe z lunetami i sklepienia żaglowe. Elewację wschodnią (fasadę) i północną z pozostałościami wolutowego szczytu uporządkowano i ujednolicono stylistycznie. W tym celu na kondygnacji piętra zastosowano podział ramowy w postaci lizen wspartych na listowym gzymsie kordonowym, a okna oprawiono w tynkowe, uszakowate opaski i łukowate obdasznice, pod którymi zaprojektowano dekorację z motywami liści palmowych.